# Paspalum melanospermum
Paspalum melanospermum là một loài thực vật có hoa trong họ Hòa thảo. Loài này được Desv. ex Poir. mô tả khoa học đầu tiên năm 1816.